# Coalition large de l'Association pour une solidarité syndicale étudiante
 (décembre 2019).
La Coalition large de l'Association pour une solidarité syndicale étudiante (CLASSE) était une coalition temporaire créée autour de l'Association pour une solidarité syndicale étudiante (ASSÉ) afin de lutter contre la hausse des frais de scolarité et de coordonner la grève étudiante québécoise de 2012. Le but de cette coalition était donc d'ouvrir temporairement les structures de l’ASSÉ à des associations étudiantes non membres afin de construire un mouvement large et combatif. La CLASSE a été dissoute au congrès du 3 novembre 2012.

## Mode de fonctionnement

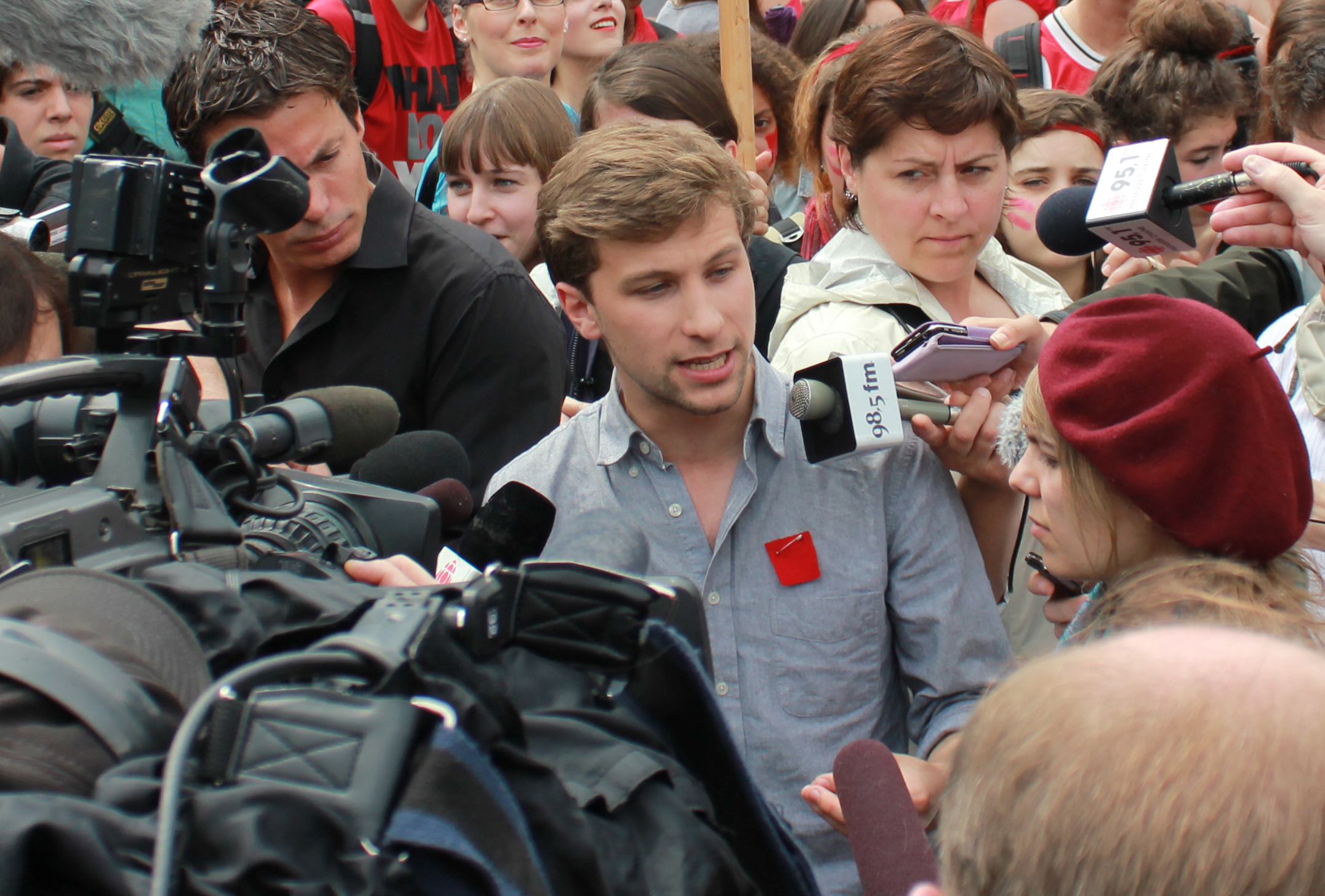
Les co-porte-paroles de la CLASSE, Gabriel Nadeau-Dubois et Jeanne Reynolds, répondant aux questions des journalistes à l'occasion d'un point de presse improvisé en marge de la manifestation nationale du 22 mai 2012 à Montréal.

La CLASSE est une confédération de démocraties directes. Le « fonctionnement de la CLASSE met donc l’accent (...) sur la démocratie directe : ce sont les étudiantes et étudiants qui, à travers leurs assemblées générales, prennent position sur les questions importantes. Par la suite, ces décisions sont débattues en Congrès avec toutes les associations membres. » Elle ne possède donc pas de président ou de conseil exécutif qui prend des décisions au jour le jour. Elle a plutôt des porte-parole dont le mandat est de véhiculer les idées de la CLASSE dans les médias. Au moment de la dissolution de l’organisation, Jeanne Reynolds et Camille Robert étaient les deux personnes choisies par les membres pour témoigner des décisions qui ont été prises par le processus suivant :
- Les étudiantes et les étudiants décident dans les assemblées générales de leurs associations des positions qu'ils veulent adopter.
- Les représentants de chaque association étudiante se réunissent ensuite en congrès pour présenter les positions de leurs membres, en débattre et prendre des décisions. Chaque association étudiante, qu'elle soit membre ou non-membre de l'originale Association pour une solidarité syndicale étudiante (ASSÉ), possède un droit de vote équivalent.

### Conséquences
Ce fonctionnement implique qu'il n'y a pas d'association intermédiaire entre les étudiant(e)s et le Congrès, mais de nombreux représentants délibérant en congrès. Le congrès de la CLASSE est donc l'instance décisionnelle suprême ; les porte-parole ont pour mandat de communiquer ce que le congrès a déterminé.
Puisque les porte-parole n'ont pas pour mandat de prendre des décisions, mais d'exprimer celles prises par ses associations-membres en Congrès, il est nécessaire de répéter les processus de consultation aussi fréquemment que nécessaire.
La CLASSE est une organisation horizontale qui garantit la souveraineté locale des associations-membres. De ce fait, le Congrès n'impose jamais quoi que ce soit à ses associations-membres, ni ne leur indique de marche à suivre. En fait, pour peu que les décisions locales soient prises démocratiquement, la CLASSE appuie toujours ses associations-membres dans leurs décisions, quelles qu'elles soient. À moins que cela aille carrément à l'encontre de leurs valeurs de base, la CLASSE encouragerait le respect local d'un mandat pris par une association-membre quand bien même il serait contraire à un pris en Congrès.
Les deux autres associations principales, la FECQ et la FEUQ, fonctionnent selon un modèle plus classique. Ils élisent des représentants qui sont « présidents » de leurs associations et ont les mêmes responsabilités que les représentants des associations étudiantes membres de la CLASSE.

## Communication

### Les relations de la CLASSE avec les médias
La CLASSE était formée par de nombreux comités, notamment celui des médias dont son but était de présenter cette coalition selon 3 principes : l’image positive, prendre le plus de place dans les médias et mobiliser la population. Les porte-paroles de la CLASSE, Gabriel Nadeau-Dubois et Jeanne Reynolds devaient s’occuper des entrevues avec les journalistes. Cependant, c’est Gabriel Nadeau-Dubois qui avait retenu la plus grande attention dans les médias. Certains membres de la CLASSE n’acceptaient pas l’inégalité de la présence médiatique des deux porte-paroles. À sa défense, Gabriel Nadeau-Dubois critiquait la couverture médiatique. En effet, selon l’équipe de presse de la CLASSE, ce sont les médias qui ont associé Gabriel Nadeau-Dubois comme le porte-parole par excellence de la CLASSE. Les médias avaient de la difficulté à saisir le principe d’une démocratie directe d’une fédération étudiante. Ainsi, il est plus facile pour les médias d’associer une seule personne pour représenter une cause. De plus, les porte-paroles participaient à presque 15 entrevues par jour dans les médias. Les entrevues avaient pour but de promouvoir les revendications de la CLASSE et de motiver les étudiants et les citoyens de sortir dans les rues pour dénoncer les propositions du gouvernement Charest. De plus, c’est dans les médias que les étudiants pouvaient suivre les négociations puisque les campus universitaires étaient vides, car les cours étaient levés. Cependant, les différentes fédérations étudiantes annonçaient leur mécontentement vis-à-vis la position adoptée par les médias, celle en faveur de la hausse des frais de scolarité. Les médias montraient leur désaccord avec les manifestants donc, certaines fédérations pensaient que le gouvernement et les médias avaient comploté ensemble. Pour dénoncer ceci, les chefs des fédérations ainsi que les porte-paroles de la CLASSE, accusaient le gouvernement de faire de la propagande avec les médias. De plus, les discours diffusés par les porte-paroles dans les médias devaient prendre en considération l’opinion des étudiants et de l’opinion publique. En effet, les discours devaient diffuser des faits véridiques, mais les messages ne devaient pas être trop extrémistes puisque cela éloignait le soutien de l’opinion publique. La CLASSE avait toujours été très active durant la grève, même durant l’été 2012. En effet, durant la période estivale, les représentants de la CLASSE avaient organisé une tournée à travers le Québec et le Canada pour mobiliser et sensibiliser les citoyens de l’importance du mouvement. Ils ont été invités dans plusieurs pays, notamment, aux États-Unis, en Australie, Mexique, France, Venezuela, France et Nouvelle-Zélande pour discuter de leur expérience et expliquer leur revendication. La CLASSE a donc représenté les étudiants du Québec dans le monde.

#### L'utilisation du web
Au début de la grève, la couverture médiatique se focalisait seulement sur l’augmentation des frais de scolarité. Toutefois, lorsque le gouvernement libéral a pris conscience de l’ampleur de la grève, il y a eu plusieurs confrontations dans les médias entre le gouvernement libéral et les fédérations étudiantes, notamment les réactions de la CLASSE à la suite des discours de la ministre de l’Éducation Line Beauchamp vis-à-vis les manifestants. De plus, le 25 avril, le gouvernement et les fédérations étudiantes devaient se rencontrer autour d’une table dans les bureaux du gouvernement afin de négocier une entente pour mettre fin à la grève. Cependant, le 25 avril au matin, la ministre Beauchamp avait décidé de retirer la classe des négociations puisque, le 24 avril au soir, une manifestation nocturne avait eu lieu, causant plusieurs dégâts. Cette annonce avait mis en colère les membres de la CLASSE, puisque cette fédération étudiante représentait 47 % des étudiants en grève. Cette exclusion avait enflammé les réseaux sociaux. Plusieurs personnes ont exprimé leur mécontentement sur Facebook pour dénoncer le mécontentement des étudiants vis-à-vis le gouvernement. De plus, une nouvelle loi avait été adoptée le 18 mai :  Loi 78.   Cette loi était dans le but de « forcer le retour en classe » des manifestants. La CLASSE s’opposait totalement à cette loi et avait décidé de créer un site internet, www.Bloquonslahause.com, afin de promouvoir l’opposition à cette loi. De plus, la CLASSE avait réussi à organiser le 22 mai une manifestation illégale, dans le but de montrer leur désaccord de l’adoption de la loi 78, avec plus de 200 000 manifestants. Les membres de la CLASSE se sont adressés aux médias en disant « qu’ils assumaient tous l’appel à la désobéissance et donc les lourdes amendes auxquelles ils s’exposaient individuellement ». Pour ajouter, la CLASSE incitait les gens à prendre des photos d’eux, pour ainsi les publier sur leur site web, qui était visité 10 000 fois par jour en moyenne. De nombreux citoyens québécois ont participé à cette initiative. D’ailleurs, concernant le site web de la CLASSE, chaque personne pouvait partager des informations. Il suffisait de contacter la personne responsable du site web. Aussi, pour utiliser le web à son maximum, la CLASSE était énormément actifs sur les réseaux sociaux, notamment, Facebook et Twitter. Elle avait aussi été l’organisation ayant utilisé le plus les réseaux sociaux durant toute la durée de la grève. De plus, pour faire diffuser les nouvelles sur Twitter, la CLASSE avait créé le mot-clic #GGI. Ceci permettait de rassembler toutes les informations en lien avec la grève. Les réseaux sociaux ont été efficaces pour « diffuser les évènements et de facilité et encourager l’autonomisation et la décentralisation du mouvement ». Donc, l’utilisation du web a été une bonne façon pour partager les informations.

## Associations membres
En date du 25 août, la CLASSE était composée de 67 associations étudiantes membres regroupant 102 284 étudiants collégiaux et universitaires .

### Cégeps
- Syndicat étudiant du Cégep Marie-Victorin (SECMV)
- Société Générale des Étudiants et Étudiantes du Collège de Maisonneuve (SOGÉÉCOM)
- Association générale étudiante du Collège François-Xavier Garneau (AGECFXG)
- Association générale étudiante du Cégep Édouard-Montpetit (AGECEM)
- Association Générale Étudiante du Cégep du Vieux-Montréal (AGECVM)
- Association générale étudiante du Cégep de Saint-Jérôme (AGES)
- Association générale étudiante du Cégep de Drummondville (AGECD)
- Association générale des étudiants et étudiantes du Collège Lionel-Groulx (AGEECLG)
- Association générale des étudiants et étudiantes du Cégep Limoilou – Campus Québec (AGEECL-QC)
- Association générale des étudiants et étudiantes du Cégep Limoilou – Campus Charlesbourg (AGEECL-Charlebourg)
- Association générale des étudiants du Collège de Valleyfield (AGÉCoV)
- Association générale des étudiants du Cégep André-Laurendeau (AGECAL)
- Association générale des étudiants de Bois-de-Boulogne (AGEBdeB)
- Association générale des étudiantes et étudiants de Mont-Laurier – CÉGEP (AGEEM)
- Association étudiante du conservatoire de musique de Montréal (AECMM)
- Association étudiante du Collège de Sherbrooke (AÉCS)
- Association étudiante du Cégep Saint-Laurent (AECSL)
- Association étudiante du Cégep d’Alma (AECA)
- Association étudiante du Cégep de Saint-Félicien (AECSF)
- Association étudiante du Cégep de Matane (AECM)

### Universités

#### Université du Québec à Montréal
- Association facultaire étudiante en langues et communication – UQAM (AFELC-UQAM)
- Association facultaire étudiante de science politique et droit (AFESPED-UQAM)
- Association facultaire étudiante du secteur des sciences (AESS-UQAM)
- Association facultaire des étudiants en sciences humaines (AFESH-UQAM)
- Association facultaire des étudiants en arts (AFÉA-UQAM)
- Association étudiante du module de science politique (AEMSP-UQAM)
- Association étudiante de cycle supérieur en science politique (AECSSP-UQAM)
- Association des cycles supérieurs en études urbaines (ADECSEUR)

#### Université de Montréal
- Regroupement des étudiants et étudiantes en sociologie de l’Université de Montréal (RÉÉSUM)
- Association étudiante d’Histoire de l’Université de Montréal (AÉHUM)
- Association étudiante des diplômés en histoire de l’Université de Montréal (AÉDDHUM)
- Association étudiante de science politique et philosophie de l’Université de Montréal (AESPEP-UdeM)
- Association étudiante de science politique cycles supérieurs – Université de Montréal (AECSSPUM)
- Association étudiante de littérature comparée de l’Université de Montréal (AELCUM)
- Association d’étudiants du Département de littératures et de langues modernes de l’Université de Montréal (AÉDLLM)
- Association des étudiants et étudiantes à l’École de bibliothéconomie et des sciences de l’information de l’Université de Montréal (AEEEBSI)
- Association des étudiants en Service social de l’Université de Montréal (AÉSSUM)
- Association des étudiants en philosophie de l’Université de Montréal (ADÉPUM)
- Association des étudiants en musique de l’Université de Montréal (AÉMUM)
- Association des étudiants en Littératures de langue française de l’Université de Montréal (AELLFUM)
- Association des étudiants en géographie de l’Université de Montréal (AEGUM)
- Association des Étudiants en Études Est-Asiatiques de l’Université de Montréal (Asso-CETASE)
- Association des étudiants du Département d’informatique et de recherche opérationnelle de l’Université de Montréal (AÉDIROUM)
- Association des Étudiants des Cycles Supérieurs en Anthropologie de l’Université de Montréal (AECSAUM)
- Association des étudiants aux cycles supérieurs en études internationales – Université de Montréal (AECSEI)
- Association des étudiantes et étudiants en Anthropologie de l’Université de Montréal (AÉÉAUM)
- Association des étudiant-e-s en géographie, cycles supérieurs (AÉÉCSGUM)
- Association des Cycles Supérieurs en Sociologie de l’Université de Montréal (ACSSUM)

#### Université Laval
- Regroupement des étudiant-e-s en sociologie de l’Université Laval (RÉSUL)
- Mouvement des étudiantes et étudiants en service social de l’Université Laval (MESSUL)
- Association Générale des Étudiantes et Étudiants Prégradués en Philosophie (AGEEPP-UL)
- Association Générale des étudiants et étudiantes en théâtre de l'Université Laval (AGÉÉTUL)
- Association étudiante de philosophie des cycles supérieurs de Université Laval (ACEP)
- Association des physiciens de l’Université Laval (ADÉPUL)
- Association des étudiants et étudiantes en histoire de l’Université Laval (AÉÉH-UL)
- Association des étudiants et étudiantes en Anthropologie UL (AÉÉA)
- Association des étudiants en arts plastiques – Université Laval (AsÉtAP)
- Association des chercheuses et chercheurs étudiants en sociologie (ACCES)
- Association de création et étude littéraires de l’Université Laval (ACELUL)

#### Université Sherbrooke
- Fédération étudiante de l'Université de Sherbrooke (FEUS)
- Association générale des étudiantes et étudiants de la Faculté des lettres et sciences humaines – Université de Sherbrooke (AGEFLESH)
- Association générale des étudiantes et des étudiants de maîtrise et de doctorat en lettres et communications de l’Université de Sherbrooke (AGEMDELCUS)

#### Université Concordia
- Urban Planning Association (UPA)
- School of Community and Public Affairs Students Association – Concordia (SCPASA)
- Graduate students association (GSA)
- Geography Undergraduates Student Society (GUSS)
- Concordia Geography Graduates (GEOGRADS)

#### Université du Québec à Trois-Rivières
- Philosophie (Philo – UQTR)